# Адольф (герцог Баварії)
Адольф I (*Adolf I, 7 січня 1434 — 24 жовтня 1441) — герцог Баварсько-Мюнхенський у 1435—1441 роках.

## Життєпис
Походив з династії Віттельсбахів. Старший син Вільгельма III, герцога Баварії-Мюнхена, та Маргарити (доньки Адольфа II, герцога Клевського). Народився у 1434 році у Мюнхені. У 1435 році після смерті батька стає співволодарем свого стриєчного брата Альбрехта III. З огляду на малий вік герцога Адольфа I його урядування було суто номінальним.
Помер він у 1441 році у Мюнхені. після цього його Альбрехт III став одноосібним герцогом Баварсько-Мюнхенським.